# Greve dos professores de Oklahoma em 2018
A paralisação dos professores de Oklahoma de 2018 começou em 2 de abril de 2018, com professores de todo o estado protestando contra os baixos salários, salas de aula superlotadas [en] e cortes de impostos que resultaram em menos gastos com educação em todo o estado. Foi a primeira ação desse tipo em Oklahoma desde o ano de 1990. A Associação de Educação de Oklahoma (OEA) declarou o fim da paralisação em 12 de abril, depois que se chegou a um acordo para aumentar os salários e o financiamento do estado para a educação. A convocação para o fim da paralisação enfrentou algumas objeções de professores e pais que não acreditavam que os legisladores tivessem feito concessões suficientes.
Ao contrário do que ocorreu na Virgínia Ocidental, a paralisação não foi considerada uma greve não autorizada, já que recebeu o apoio oficial da liderança sindical, embora isso só tenha acontecido após pressão dos professores. O protesto aconteceu simultaneamente a manifestações semelhantes no Arizona, Kentucky, Carolina do Norte e Colorado.

## Contexto

### Situação da educação pública em Oklahoma
Desde 2008, os gastos com educação por aluno em Oklahoma caíram em 28%. Devido à redução do financiamento, 20% das escolas funcionam em semanas de quatro dias, e muitas eliminaram as aulas de arte e idiomas e encerraram os programas esportivos. Os ganhos da última greve de professores em Oklahoma, ocorrida em 1990, resultou em um acordo para reduzir o tamanho das turmas [en], expandir os programas de jardim de infância e aumentar os salários dos professores, foram revertidos posteriormente devido a cortes no orçamento. A redução do financiamento e o subsequente declínio na qualidade da educação pública resultaram na expansão das escolas autônomas no estado.

### Planejamento para uma greve
No ano de 2016, a Consulta Pública de número 779 foi colocada na cédula de votação, mas não obteve votos suficientes. A Consulta 779 propôs um aumento de um centavo no imposto sobre vendas e estimava-se que traria 615 milhões de dólares para o financiamento da educação (incluindo aumentos salariais de educadores) em seu primeiro ano. O fracasso da Consulta 779 deixou muitos educadores frustrados. O apoio a uma greve começou a se formar no início de março de 2018, depois que outra proposta (apelidada de plano “Step Up”) não conseguiu passar o limite exigido de 75% para aumentos de impostos. O plano “Step Up” teria aumentado certos impostos e aumentado o salário dos professores em 5 000 dólares. Tanto os democratas quanto os republicanos votaram a favor e contra o projeto de lei. Alguns democratas que votaram “não” acreditavam que o plano não ia longe o suficiente para restaurar o financiamento.
Planos para uma greve começando em 2 de abril foram inicialmente discutidos em março. No dia 2 de abril, escolas em todo o estado de Oklahoma estavam programadas para aplicar testes padronizados; impedir a realização desses testes poderia potencialmente comprometer milhões de dólares em fundos federais destinados a Oklahoma. Depois que a legislatura de Oklahoma aprovou um aumento de impostos para financiar aumentos salariais para professores com os 75% necessários em cada câmara na sexta-feira, 30 de março, foi anunciada uma paralisação a partir do dia 2. Assim, mesmo antes do início do protesto, os professores já haviam conquistado maior financiamento escolar e aumentos salariais, financiados em parte por aumentos nos impostos sobre cigarros, combustíveis e na produção bruta de petróleo.

## Greve
A greve durou dez dias, de 2 a 12 de abril de 2018. Os líderes da greve haviam solicitado a introdução de um imposto sobre ganhos de capital para evitar um imposto regressivo, mas os termos foram aceitos. A legislatura não aprovou nenhum outro aumento de impostos após o início da greve.

### Demanda salarial
Os salários dos professores das escolas públicas de Oklahoma antes da greve eram os terceiros mais baixos dos Estados Unidos (atrás apenas de Dakota do Sul e Mississippi), o que fez com que alguns professores e funcionários tivessem um segundo ou terceiro emprego. Uma oferta inicial de aumento salarial de 6 000 dólares, ratificada pelo governador, foi rejeitada, pois as exigências iniciais eram de um aumento de 10 000 dólares para os professores e de 1 250 dólares para os outros trabalhadores das escolas.

## Reações oficiais
A governadora republicana Mary Fallin comparou as reivindicações dos professores a “adolescentes querendo um carro melhor”. A citação foi apropriada pelos professores e usada em cânticos durante os protestos no Capitólio Estadual de Oklahoma.
O representante estadual Kevin McDugle [en], um republicano, indicou que não aprovaria nenhum projeto de lei ou medida para aumentar os gastos com educação devido aos protestos realizados pelos professores.

## Resultados
Uma pesquisa realizada em 2019 constatou que o aumento salarial obtido pela greve elevou a classificação dos salários dos professores do estado para o 34º lugar no país, acima de uma série de estados vizinhos como o Novo México, Kansas, Missouri e Arkansas, mas ainda abaixo do Colorado ou do Texas.
Dez representantes republicanos que se opunham ao aumento de impostos para aumentar os salários dos professores concorreram à reeleição em 2018. Dois deles, Scott McEachin [en]  e Chuck Strohm [en], foram eliminados por outros candidatos republicanos durante a primária inicial, enquanto outros sete não obtiveram votos suficientes para vencer suas primárias sem contestação. Esses sete enfrentaram eleições de segundo turno em agosto de 2018, e seis perderam.